# Polynema gargarae
Polynema gargarae is een vliesvleugelig insect uit de familie Mymaridae. De wetenschappelijke naam is voor het eerst geldig gepubliceerd in 1986 door Viggiani & Jesu.